# Weizbach
Weizbach är ett vattendrag i Österrike.   Det ligger i förbundslandet Steiermark, i den östra delen av landet, 130 km söder om huvudstaden Wien.
I omgivningarna runt Weizbach växer i huvudsak blandskog. Runt Weizbach är det ganska tätbefolkat, med 80 invånare per kvadratkilometer.